# Piotr Hofmański
 (mars 2023).
Si vous disposez d'ouvrages ou d'articles de référence ou si vous connaissez des sites web de qualité traitant du thème abordé ici, merci de compléter l'article en donnant les références utiles à sa vérifiabilité et en les liant à la section « Notes et références ».
Piotr Hofmański, né le 6 mars 1956 à Poznań, est un juriste polonais, juge et professeur d'université, spécialisé dans les procédures pénales, les droits de l'homme et le droit pénal. Après avoir été membre de la Cour suprême de Pologne de 1996 à 2014, il siège à partir de 2015, à la Cour pénale internationale de La Haye, dont il est président de 2021 à 2024.

## Biographie
Piotr Józef Hofmański effectue sa scolarité secondaire au lycée Adam-Mickiewicz de Miastko (d) et ses études supérieures de 1974 à 1978 à la faculté de droit de l'université Nicolas-Copernic de Toruń.
En 1979, il est assistant à l'Institut de droit pénal de l'université Nicolas-Copernic, où il soutient en 1981 une thèse de doctorat en droit pénal écrite sous la direction du professeur Andrzej Bulsiewicz (d). À partir de 1982, il travaille à l'université de Silésie, où il reçoit en 1990 son habilitation, sur la base de ses travaux et d'une thèse intitulé « Indépendance juridictionnelle de la juridiction pénale ».
De 1991 à 2003, il fait partie du corps enseignant de l'université de Białystok dont il dirige le département de droit pénal, avant de devenir professeur à la faculté de droit et d'administration de l'université Jagellonne (en).
Parallèlement, il siège de 1996 à 2015 à la Cour suprême comme membre de la chambre criminelle. Il est également membre, puis vice-président, et, de 2013 à 2015, président de la Commission de codification du droit pénal, ainsi qu'expert du Conseil de l'Europe et membre du conseil scientifique de l'Institut des sciences juridiques (pl) de l'Académie polonaise des sciences.
Ses recherches portent sur l'efficacité des procédures pénales, la protection des droits individuels dans les procédures pénales, ainsi que l'utilisation de mesures coercitives. Il est auteur ou co-auteur de près de 300 publications scientifiques, dont un long commentaire du Code de procédure pénale.
En décembre 2014 à New York, il est élu juge à la Cour pénale internationale de La Haye pour le mandat 2015-2024, premier Polonais de l'histoire de cette institution créée en 2002. La cérémonie de prestation de serment a eu lieu à La Haye le 10 mars 2015. Le 11 mars 2021, il est élu président de la CPI pour un mandat de trois ans.

## Choix de publications
- Obywatel przed organami ścigania - Le citoyen face à l'application de la loi, 1987  (ISBN 8321903517)
- Samodzielność jurysdykcyjna sądu karnego - L'Indépendance juridictionnelle du tribunal pénal, 1988  (ISBN 8322602383)
- Europejska Konwencja Praw Człowieka i jej znaczenie dla prawa karnego materialnego, procesowego i wykonawczego - La Convention européenne des droits de l'homme et son importance pour le droit pénal matériel, procédural et exécutif, 1993.
- Prawa człowieka przed Trybunałem w Strasbourgu - Les droits de l'homme à la Cour de Strasbourg, 1993
- Ochrona praw człowieka: studium z zakresu ochrony prawnej przed ingerencjami w prawa uczestników procesu karnego - La Protection des droits de l'homme : une étude sur la protection juridique contre l'ingérence dans les droits des participants au processus pénal, 1994  (ISBN 8386137037)
- Konwencja Europejska a prawo karne - La Convention européenne et le droit pénal, 1995  (ISBN 8385709630)
- Nowe polskie prawo karne w świetle europejskich standardów w zakresie ochrony praw człowieka - Le nouveau droit pénal polonais à la lumière des normes européennes de protection des droits de l'homme, 1997  (ISBN 839042049X)
- Świadek anonimowy w procesie karnym - Le témoin anonyme dans un procès criminel, 1998  (ISBN 8372110298)
- Elementy metodyki pracy sędziego w sprawach karnych - Éléments de méthodologie de travail d'un juge dans les affaires pénales (avec Stanisław Zabłocki), 2006  (ISBN 8374443545)
- Europejski nakaz aresztowania w teorii i praktyce państw członkowskich Unii Europejskiej - Le mandat d'arrêt européen dans la théorie et la pratique des États membres de l'Union européenne, 2008 (éditeur et co-auteur de l'ouvrage collectif)  (ISBN 9788376011493)
- Węzłowe problemy procesu karnego - Les problèmes-clés de la procédure pénale, 2010, collectif  (ISBN 9788326401152)
- Proces karny. Zarys systemu - Le Procès criminel, Aperçu du système, 2013 (co-auteur)  (ISBN 9788327803320)

## Distinctions reçues
- Croix du Mérite (Pologne)